# 梁昕 (明朝)
梁昕（15世紀—15世紀），榜名梁焸，字克明、又字霽軒，廣東廣州府順德縣逢簡人，明朝政治人物。

## 生平
梁昕家族和陳獻章友好，父親梁民安稱雲蘿處士，去世後得對方送贈輓詩，他則在景泰四年（1453年）和兄長梁煥一同中癸酉科廣東鄉試舉人，授瓊山知縣，儋州黎族人作亂時曾協助平定，因母親逝世回鄉；服闋後補任涉縣知縣，陞荊門同知，代理沔陽州事務，荒年救災補弊有政績，到弘治年間以年老致仕，陳獻章亦送贈詩歌給他，他的著述豐富，經常和弟弟梁晫往來江門與對方鄉舉，在家鄉二十餘年，曾參與重賜鹿鳴宴，九十歲才去世。

## 引用
1. 1 2  咸豐《順德縣志·卷二十二·列傳二》：梁昕 榜名焸 ，字克明，又字霽軒，逢簡人，世與白沙陳文恭交善，父民安築雲蘿園，《白沙集》所稱雲蘿處士者也，養性林泉吟咏自適，中年卒文恭輓以詩；昕景泰癸酉與兄煥同領鄉薦，出知瓊山縣，會儋州黎作亂討平之，丁母憂，服闋補河南涉縣，陞湖廣荊門州同知，署沔陽州，救荒補弊所至皆有政績，宏治間引年歸，文恭贈以詩，著述稱宏富，時偕弟晫往來江門投遺甚契，居林下二十餘年，重賜鹿鳴宴九十而卒。……《白沙集》、採訪冊、何維柏撰梁應鰲墓志